# Powiat Horoizumi
Powiat Horoizumi (jap. 幌泉郡 Horoizumi-gun) – powiat w Japonii, w prefekturze Hokkaido, w podprefekturze Hidaka. W 2024 roku liczył 4050 mieszkańców.

## Miejscowości
- Erimo